# Білянка (притока Сожу)
Білянка (біл. Бялянка) — річка в Кричевському районі Могильовської області Білорусі, права притока річки Сож (басейн Дніпра).
Довжина річки 14 км. Площа водозбору 57 км². Середній нахил водної поверхні 1,1 м/км. Починається біля західної околиці села Комарівка, Гирло за 1 км на схід від агромістечка Бель 1. Каналізовано 10 км русла верхньої та середньої течії. Основна притока — струмок Ришта (лівий).